# Powiat Bolesławiecki
Der Powiat Bolesławiecki ist ein Powiat (Landkreis) um die Stadt Bolesławiec (Bunzlau) in der polnischen Woiwodschaft Niederschlesien. Der Kreis hat eine Fläche von 1303,26 km², auf der rund 90.000 Einwohner leben.
Er gehört der Euroregion Neiße an.

## Städte und Gemeinden
Der Powiat umfasst sechs Gemeinden (gmina), davon eine Stadtgemeinde, eine Stadt- und Landgemeinde, deren gleichnamiger Hauptort das Stadtrecht besitzt, sowie vier Landgemeinden.
Einwohnerzahlen vom 31. Dezember 2009

### Stadtgemeinde
- Bolesławiec (Bunzlau) – 40.021

### Stadt-und-Land-Gemeinde
- Nowogrodziec (Naumburg am Queis) – 14.912

### Landgemeinden
- Bolesławiec – 13.140
- Gromadka (Gremsdorf) – 5.443
- Osiecznica (Wehrau) – 7.394
- Warta Bolesławiecka (Alt Warthau) – 8.141

## Partnerkreis

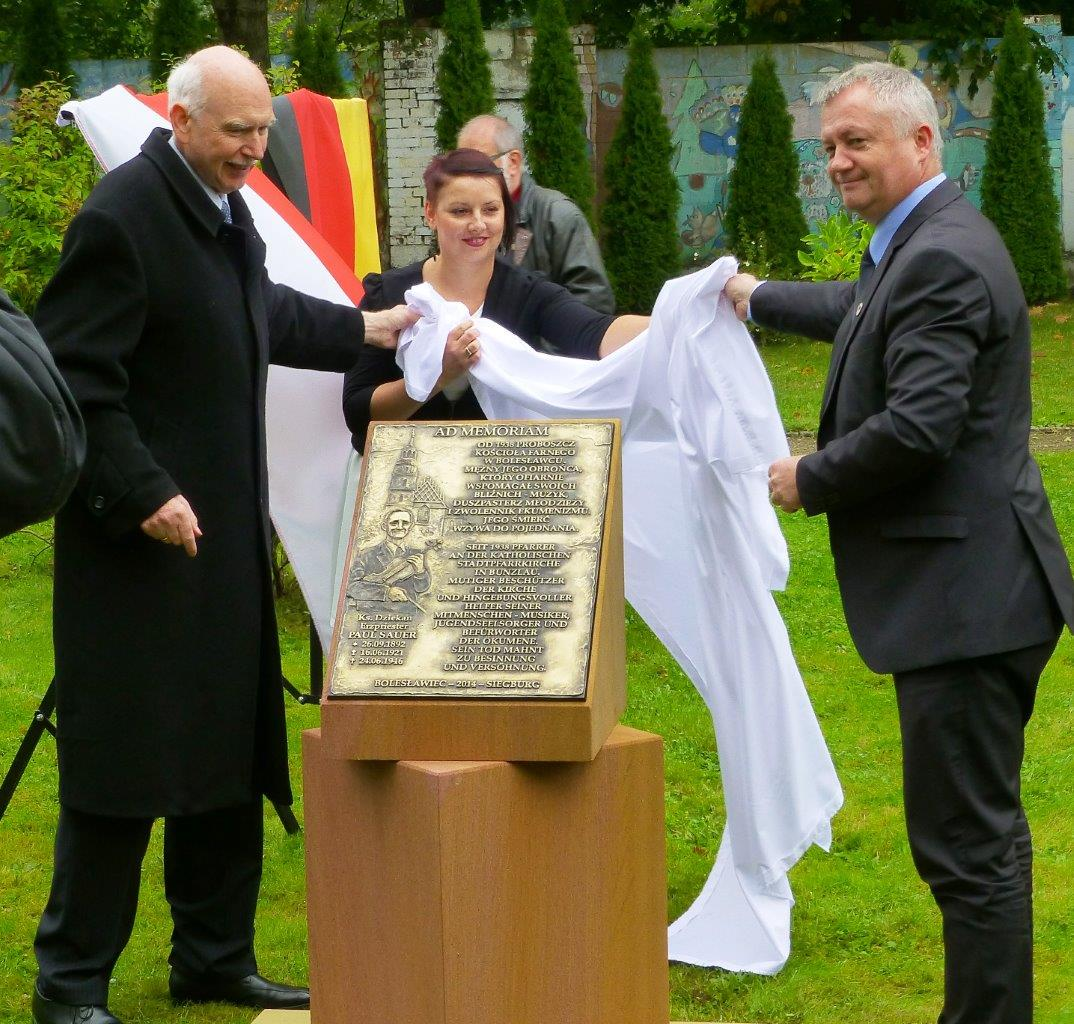
Enthüllung des Ehrenmals für Paul Sauer (2014)

Am 16. Februar 2001 wurde bei einem Besuch einer Delegation aus Bolesławiec in Siegburg der Partnerschaftsvertrag zwischen dem Rhein-Sieg-Kreis und dem Kreis Bunzlau (Powiat Bolesławiec) offiziell unterzeichnet.
- Rhein-Sieg-Kreis (Nordrhein-Westfalen)
- Landkreis Bautzen (Sachsen)